# Kapacitní vazba
Kapacitní vazba je v elektrotechnice přenos energie mezi dvěma vodiči, které spolu nejsou fyzicky spojeny.. Kapacitní vazba může být nežádoucím parazitním jevem (např. v podobě přeslechů mezi kabelovými linkami) nebo naopak žádoucí (např. pro bezkontaktní měření).
Kapacitní vazba je frekvenčně závislá a zvětšuje se s rostoucí frekvencí. Protože elektrická kapacita mezi vodiči klesá s jejich vzdáleností, je kapacitní vazba značně závislá na vzdálenosti vodičů.
Nežádoucí kapacitní vazba je (vedle induktivní vazby, galvanické vazby a elektromagnetické vazby) druhem vazby, která je důležitá z hlediska elektromagnetické kompatibility (EMC). Je příčinou nežádoucích přeslechů mezi paralelně vedenými telefonními linkami. V obvodové technice je za určitých podmínek žádoucí kapacitní vazba používána pro propojení dvou obvodů; jako vazební kapacita se používají vhodně zvolené kondenzátory.

## Elektromagnetická kompatibilita

Princip kapacitní vazby se znázorněním elektrického pole (A) a se znázorněním parazitní kapacity v síťovém modelu (B)

V kontextu elektromagnetické kompatibility (EMC) se kapacitní vazba týká různých prostorově sousedících částí elektrického obvodu, které jsou spolu propojeny v důsledku rozptylových kapacit.
Pokud mezi dvěma elektrickými obvody existuje rozdíl potenciálů, vzniká mezi nimi elektrické pole E. Pokud se toto elektrické pole mění v čase, může způsobit posuvné proudy, které se projeví jako rušivé napětí superponované na užitečný signál. Efekt pole lze v sítích modelovat pomocí kapacity, jak je zobrazeno vpravo, která funguje jako rozptylová kapacita Cs.

## Použití v obvodové technice

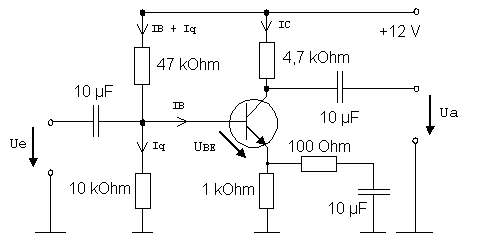
Tranzistorový zesilovací stupeň s vazebními kondenzátory na vstupu a výstupu.

Pokud mají dvě části obvodu různé stejnosměrné potenciály není možné je spojit galvanicky. Je-li třeba mezi nimi přenášet signál střídavého napětí (např. audiosignál), lze je propojit kondenzátorem. Má-li kondenzátor dostatečně vysokou kapacitu, je jeho impedance pro přenášené střídavé signály zanedbatelná nebo alespoň poměrně malá; přenos stejnosměrné složky napětí, která je nutná pro nastavení pracovního bodu tranzistoru, je naopak blokován.